# Guy Delparte
Guy Phillipe Delparte (Prince Albert, 30 agosto 1949) è un ex hockeista su ghiaccio canadese.
Nel corso della carriera militò nella National Hockey League.

## Carriera
Delparte giocò a livello giovanile per una stagione nella Ontario Hockey Association dividendosi fra i St. Catharines Black Hawks e i London Knights. Al termine della stagione 1968-1969 venne selezionato durante l'NHL Amateur Draft in sessantatreesima posizione assoluta dai Montreal Canadiens.
In grado di ricoprire sia il ruolo di difensore che di ala sinistra Delparte esordì nel mondo professionistico giocando per tre stagioni con i Johnstown Jets, formazione della Eastern Hockey League. Successivamente venne promosso in American Hockey League presso il farm team principale di Montreal, i Nova Scotia Voyageurs per il quale giocò tre anni. Nella stagione 1975-76 giocò invece nella Central Hockey League con gli Oklahoma City Blazers.
Divenuto free agent Delparte ebbe modo di esordire in National Hockey League nella stagione 1976-77 con i Colorado Rockies e giocò 48 partite, dividendosi fra la prima squadra e i farm team delle leghe minori.
Al termine dell'anno firmò con i Philadelphia Flyers e venne subito assegnato al farm team AHL dei Maine Mariners. Con i Mariners riuscì a vincere la Calder Cup nella stagione 1977-1978, mentre non giocò i playoff della stagione successiva che si conclusero con il secondo titolo consecutivo. Concluse la propria carriera nel 1981 dopo un'ultima stagione in AHL con gli Springfield Indians.

## Palmarès

### Club
- Calder Cup: 1

Maine: 1977-1978